# Energierendement op investering
Energierendement op investering is de verhouding van de bruto energieopbrengst tot de investering om die energie te winnen of bij de gebruiker te krijgen. Naast de veelgebruikte Engelse afkorting EROI (energy return on investment) wordt voor dit begrip ook de afkorting ERoEI (energy returned on energy invested) gebruikt.

## EROI, formule en voorbeelden
EROI is de verhouding van de bruto-energie die gewonnen wordt bij een proces tot de energie die bij dat proces gebruikt is, de tarra-energie.
De eenvoudige formule is, in het Engels:
{\displaystyle EROI={\frac {\hbox{Energy returned to society}}{\hbox{Energy required to get that energy}}}}
en in het Nederlands vertaald:
{\displaystyle EROI={\frac {\hbox{Totale geleverde energie}}{\hbox{Energie die nodig was om die energie te leveren}}}}
Dit geldt voor voor fossiele brandstoffen, kolen, olie, of gas, en vaak voor een specifieke mijn, oliebron of gasveld. Maar ook voor zonnepanelen, windmolens, teerzanden, schaliegas, biomassa, kernenergie en waterkracht.
De EROI is een dimensieloos getal. Als een oliebron een EROI heeft van 20:1, of gewoon 20, dan is om 20 eenheden energie uit de bron te halen (Bruto), en mogelijk te raffineren en bij de gebruiker af te leveren, 1 eenheid energie nodig, de Tarra. Netto worden dan 19 eenheden energie geleverd.
Zoals in Engelstalige bronnen meermalen staat: "the devil is in the details", het venijn zit in de staart. De details zijn belangrijk, en het vergt veel studie en discussie om te beslissen wat bij de tarra, de noemer van de formule, moet worden betrokken.
Brandstof en elektriciteit worden deels gebruikt voor constructie, onderhoud en sloop of hergebruik van installaties die brandstof en elektriciteit produceren, zoals olieboortorens, installaties voor uraniumisotopenscheiding en windturbines. Voor het nuttig effect van deze producenten moet de verhouding van de energieopbrengst tot de energiekosten groot genoeg zijn.
Er is weinig overeenstemming in de technische literatuur over methoden en resultaten van berekening van deze verhoudingen.
Voor fossiele en nucleaire energie en waterkracht zijn de EROI-waarden volgens James Conca meer dan 25. Voor windturbines 16, maar slechts 4 als energieopslag in aanmerking wordt genomen. Zonne-energie heeft zelfs lagere waarden.
Maar Paul Brockway et al. vinden dat dergelijke verhoudingen worden gemeten voor primaire energie bij de bron (bv. ruwe olie) en in plaats daarvan moeten worden geschat voor het eindgebruik (bv. benzine) rekening houdend met energie nodig voor conversie en transport. Zij berekenen reeksen EROI waarden in de jaren 1995-2011 voor fossiele brandstoffen in de wereld, zowel bij de bron als bij eindgebruik. Voor primaire EROI vinden ze ongeveer 30 maar voor eindgebruik vinden ze zeer lage EROI, elk jaar minder en gemiddeld 6.
Ze concluderen dat lage en dalende EROI-waarden kunnen leiden tot beperkingen van de beschikbare energie voor de samenleving. En dat EROI op basis van hernieuwbare energie mogelijk hoger is dan EROI van fossiele brandstoffen wanneer ze worden gemeten voor eindgebruik.
Als voor eindgebruik de energie E is en de EROI waarde R, dan is de netto energie beschikbaar voor de samenleving E-E/R. Het beschikbare percentage is 100-100/R. Voor R>10 is meer dan 90% beschikbaar maar voor R=2 maar 50% en voor R=1 niets. Deze steile daling staat bekend als de netto energie klif.
Marco Raugei et al. vinden EROI 9-10 voor PV systems in Zwitserland als de verhouding van de elektrische opbrengst tot de ‘equivalente elektrische’ investering. Zij bekritiseren het inbrengen van energieopslag bij de berekening van EROI voor PV-panelen of windmolens, omdat dit het resultaat onvergelijkbaar zou maken met de conventionele EROI berekening van andere elektriciteit opwekkende installaties. Het meten van de prestaties van energietechnologieën zou moeten gebeuren in een uitgebreide analyse van het energiesysteem van een land.